# 教科書問題
教科書問題（きょうかしょもんだい）とは、学校で使用される教科書の記述や内容などを巡って、議論や対立などが発生する諸問題の総称。しばしば政治問題や社会問題として論じられる。
歴史、社会問題、性教育、家庭科における家族の描き方など、社会への見方が大きくかかわる分野では、政治観や社会観の対立に伴って問題となることがある。

## 日本における主な教科書問題

### 歴史教科書問題
歴史の見方や教科書への記述をめぐって、世論を大きく分ける社会問題や、周辺諸国との外交問題に発展することがある。日本でも大きな問題になることがあるが、外国においても歴史教科書記述を巡って同様の問題が発生している。

### 性教育
性教育について、「具体的な内容をどこまで教えるべきか」「どんな教材を使用すべきか」などについての問題が論じられることがある。

### 家庭科
家庭科教科書における家族の描き方について問題になった事例も存在する。「家族を否定するような描き方」などという批判や「家族の多様性を認めないのはおかしい」という反論などの議論がなされている。

### 学習内容の問題
算数・数学や理科などの教科では、学習指導要領の「～は取り扱わないものとする」「～は触れないこと」「を深入しない」などといった規定（「歯止め規定」）により、教科書にも重要な内容が掲載されずに、子どもたちに必要な内容を教えることが難しくなっているという批判も、自然科学系の学会や現場の教師などからされている。2011年以降の学習指導要領では歯止め規定が廃されている。